# Triglyphus sichuanicus
Triglyphus sichuanicus är en tvåvingeart som beskrevs av Cheng 1998. Triglyphus sichuanicus ingår i släktet gallblomflugor, och familjen blomflugor. Inga underarter finns listade i Catalogue of Life.